# Taylorconcha
Taylorconcha là một chi ốc nước ngọt cỡ nhỏ có nắp, là động vật thân mềm chân bụng sống dưới nước thuộc họ Hydrobiidae.

## Các loài
Các loài thuộc chi Taylorconcha bao gồm:
- Taylorconcha insperata Hershler, Liu, Frest, Johannes & W. H. Clark, 2006
- Taylorconcha serpenticola Hershler, Frest, Johannes, Bowler & F. G. Thompson, 1994